# BeHoppers
BeHoppers é um coletivo de dança localizado na cidade de Belo Horizonte no estado de Minas Gerais.
O grupo se dedica a divulgação do estilo de Dança Lindy Hop. Em 2019 o grupo realizou o espetáculo Avenida Lenox que ficou em Cartaz no Centro Cultural Banco do Brasil. Além do trabalho para o palco o BeHoppers se dedica a realizar eventos gratuitos ocupando as praças da cidade e promovendo aulas de dança nas praças, na intenção de democratizar o acesso ao Lindy Hop. Realizam também trabalhos de video-dança.